# Joachim von Manteuffel
Joachim Arthur Wilhelm von Manteuffel (* 3. Oktober 1877 in Belgard an der Persante; † 20. September 1948 in Traunstein) war ein deutscher Jurist, Ministerialbeamter und Landrat.

## Leben

### Herkunft
Joachim von Manteuffel war ein Sohn des späteren preußischen Generalleutnants Arthur von Manteuffel und Elisabeth, geb. von Holtz.

### Werdegang
1911 war er als Regierungsassessor beim Landrat des Kreises Sagan und war Leutnant d. R. des 1. Garde-Feldartillerie-Regiment. Später wurde er noch bis zum Hauptmann d. R. befördert.
Von 1917 bis 1920 war er Landrat von Delitzsch, kam dann als Regierungsrat in das Reichsfinanzministerium (RFM). Hier wurde er um 1931 Ministerialrat und um 1933 Ministerialdirigent. Er wurde Leiter der neu eingerichteten Unterabteilung I C (Einzelhaushalte), welche für eine Reihe von neuen Haushaltsbereichen des NS-Staates verantwortlich war. Dazu gehörten u. a. die Haushalte für das Reichspropagandaministerium (RMVP), den Arbeitsdienst, das Reichsluftfahrtministerium und das Referat für das Saarland. Mit dem Ausscheiden von Alfred Olscher wurde er 1937 als Ministerialdirektor Chef der Abteilung I (Reichshaushalt, Länder- und Gemeindefinanzen, Finanzausgleich). Ende 1944 trat er auf seinen Antrag hin in den Ruhestand. Sein Stellvertreter Johannes Kluge, Leiter der Unterabteilung I U, übernahm die Leitung der Abteilung I.
Er war im Aufsichtsrat des Berliner Philharmonischen Orchesters. Von Manteuffel gehörte als Vertreter des RFM auch zum Aufsichtsrat der UFA Film GmbH. Bereits bei der Verstaatlichung der UFA Film GmbH hatte er den Kauf der UFA-Aktien der Scherl-Gruppe um Alfred Hugenberg für das RFM abgewickelt. Später nahm er u. a. am 4. Juli 1939 an einer Besprechung teil, die den Einspruch des RFMs gegen die Strukturpläne der UFA Film GmbH ausräumen sollte. Neben ihm waren neben Max Winkler, sein Fachmann für die Filmwirtschaft, Friedrich Merten, seitens des RMVP Karl Ott und Otto Getzlaff und vom RFM Hermann Burmeister anwesend. Manteuffel brachte dabei vor, dass das RFM forderte, die UFA müsste bei dieser Konzeption die Filmproduktion in eine selbständige Gesellschaft einbringen. Dieser Bedingung wollte Winkler aber nicht zustimmen, so dass diese Verhandlungen scheiterten.
Er fand 1912 als Ehrenritter mit mehreren Offizieren und dem Industriellen Paul von Gontard Aufnahme im Johanniterorden und hörte dort direkt der Balley Brandenburg an.
Gemeinsam mit Hans-Joachim Riecke veröffentlichte er 1937 das Buch Der ländliche Grundstücksverkehr.

### Familie
Am 7. August 1907 heiratete er in Frankfurt am Main Martha Mumm von Schwarzenstein (1878–1953), Tochter des sogenannten „Champagner-Barons“ Hermann Mumm von Schwarzenstein (1842–1904) und der Emma Passavant. Ihr Sohn Joachim-Heinrich von Manteuffel starb im Krieg 1941 als Leutnant d. R. Die Tochter Vera heiratete 1936 den württembergischen Gutsbesitzer Benedikt (Beno)-Richard Freiherr von Herman.

## Sekundärliteratur
- Wolfgang Becker: Film und Herrschaft. Organisationsprinzipien und Organisationsstrukturen der nationalsozialistischen Filmpropaganda. V. Spiess, Berlin 1973, ISBN 3-920889-05-3. (Diverse Seiten).